# Fotnot
Fotnot kallas den tilläggsinformation i form av en not till en text, som placeras längst ner på sidan. Fotnoter är mycket vanligt i viss vetenskaplig text. Inom vissa discipliner utnyttjas istället ofta sidnoter. Andra alternativ är slutnoter som placeras i slutet av kapitlet eller skriften.

## Användning
I brödtexten (huvudtexten) skrivs, vid den aktuella passagen som kräver tilläggsinformation (en not), ett nottecken (såsom en siffra, asterisk eller en gemen bokstav, i regel skriven i exponentläge). Nottecknet upprepas sedan längre ner på sidan i fotnoten, följt av tilläggsinformationen (nottexten).
Oftast används fotnoter till att skriva källhänvisningar eller översättningar, men också till andra noteringar och parentetiska inlägg, som inte är så väsentliga att läsaren inte kan frångå dem utan att gå miste om viktig information.
I regel skrivs själva fotnoten (inklusive fotnotstecken och fotnotstext) i mindre stil, för att tydligare urskiljas från brödtexten och spara utrymme. Fotnoterna skrivs under varandra i den ordning fotnotstecknen förekommer i brödtexten. Oftast skiljs fotnoterna och brödtexten åt med en horisontell linje.
Ett omfattande system av fotnoter som i efterhand utarbetats till en redan existerande text brukar kallas notapparat. Notapparater förekommer främst till religiösa skrifter, filosofiska verk samt äldre vetenskaplig litteratur.
I moderna ordbehandlingsprogram, såsom Microsoft Word, finns en speciell funktion för framställandet av fotnoter på ett enkelt och smidigt sätt. Denna funktion har fördelen att fotnoterna automatiskt följer de passager de tillhör, även vid omflödning av texten.
Uttrycket är en direkt översättning av tyskans "fussnote", vilket avser en anteckning längst ner på sidan. Det svenska ordet är alltså sammansatt av substantiven "fot" och "not". Den svenska pluralformen är således "fotnoter". Skämtsamt används dock ibland ordet "fotnötter". Termen "slutnot" används ibland missvisande som synonym till "fotnot", dock, som namnet antyder, placeras dessa noter vanligen i slutet av kapitlet, där nottecknet visas, eller efter "all" text, på särskilda sidor.

## Fotnotssystemets för- och nackdelar
Fördelen med fotnoter är att läsaren lätt kan hitta och läsa dem, om så önskas, istället för att vara tvungen att bläddra fram och tillbaka mellan nottecknet och slutet av kapitlet eller slutet av hela texten, där man också kan välja att placerar noterna.
Nackdelen med fotnotssystemet är att de kan störa läsandet eftersom de ibland har en tendens att bli mycket långa, ibland även ta upp minst lika mycket utrymme som brödtexten. Ibland kan därför slutnoter vara att föredra.

## Exempel
| Fotnoter skrivs längst ner på textsidan, vid sidans sidfot.1 Normalt används siffror i löpande ordning satta i exponentläge som nottecken, men ibland förekommer också, främst då nottecknet kan misstas för exponent som i potensform, andra tecken.2 Oftast används noterna för att ange en källhänvisning.3 |
| |
| 1. Ibland används istället slutnoter, som placeras i slutet av kapitlet eller efter all text, på en särskild sida. 2. Exempelvis gemena (små) bokstäver (a, b, c etc.) eller särskilda tecken såsom korstecknet (†) eller asterisk (*). 3. Språkrådet. 2000. Svenska skrivregler. s. 42.                       |